# Jakub Borowczyk
Jakub Borowczyk (ur. 1989) – polski śpiewak operowy, kontratenor.

## Edukacja
W 2019 roku ukończył studia w Akademii Muzycznej w Gdańsku (dyplom z wyróżnieniem w klasie śpiewu prof. Piotra Kusiewicza). Kształcił się również pod kierunkiem takich pedagogów śpiewu jak: Kai Wessel, prof. Piotr Łykowski, dr Marek Rzepka czy Ewa Podleś. W latach 1997–2013 członek chóru chłopięcego i męskiego Filharmonii Poznańskiej “Poznańskie Słowiki” w głosie altowym – uczestnik wielu tournée międzynarodowych i polskich pod batutą Stefana Stuligrosza. Jest także muzykologiem – w 2011 roku zdobył tytuł licencjata na Uniwersytecie Adama Mickiewicza w Poznaniu. Zdobywca wyróżnienia (II i III miejsca nie przyznano) na I Ogólnopolskim konkursie wokalnym w Jeleniej Górze “Vox Populi”. Stypendysta Marszałka Województwa Wielkopolskiego w dziedzinie kultury. Od 2023 student Szkoły Doktorskiej Akademii Muzycznej w Gdańsku. Stypendysta Marszałka Województwa Pomorskiego w roku 2023. W roku 2025 stypendysta Ministra Kultury i Dziedzictwa Narodowego. 

## Działalność artystyczna
Już na pierwszym roku studiów licencjackich (2015) zadebiutował partią trzeciego chłopca w operze „Czarodziejski Flet” W.A. Mozarta pod batutą Sylwii Janiak-Kobylińskiej, wystawianej w Centrum św. Jana (Nadbałtyckie Centrum Kultury) w Gdańsku. W kolejnych latach był bardzo zaangażowany w działalność koncertową swojej macierzystej uczelni. W 2018 roku wcielił się w postać Ducha w operze “Dydona i Eneasz” H. Purcella pod kierownictwem Przemysława Stanisławskiego, w reżyserii Dariusza Paradowskiego. Wykonuje także liczne recitale solowe m.in. w 2016 roku w ramach festiwalu “Ostatni dzień lata” w Gdyni czy też w 2017 roku recital zatytułowany “Zakochany Szekspir” w ramach Światowego Dnia Poezji w Gdańsku. W czerwcu 2017 roku nagrał partię solową do spektaklu “Zakochany Szekspir” w reżyserii Pawła Aignera. Sztuka była wystawiana w Teatrze Szekspirowskim w Gdańsku, a samego nagrania dokonano w Studiu Radia Gdańsk. Od tego samego roku nawiązał współpracę z Operą Bałtycką w Gdańsku w ramach projektu “Mor(ż)e Opera” – finał tego edukacyjnego przedsięwzięcia miał miejsce na deskach opery w 2018 roku. W 2019 zaebiutował na scenie Warszawskiej Opery Kameralnej tytułową rolą w operze „Apollo i Hiacynt” W.A. Mozarta.
Jest śpiewakiem bardzo często wykonującym muzykę współczesną m.in. w listopadzie 2019 w Minoritenkirche w Wiedniu wykonał partię solową w dziele „Goetia.72. In umbra lucis (2019)” Lery Auerbach na zaproszenie zespołu Cracow Singers. Ponownie wystąpili w 2020 (Galeria Sztuki Polskiej XIX wieku w Sukiennicach w Krakowie) z tym samym tytułem. Od marca 2020 współpracował z Polską Operą Królewską w Warszawie przy realizacji opery “Hiob” Krzesimira Dębskiego (prapremiera światowa). Jego kreacja postaci Elihu, młodzieńca przemawiającego z mocą, zyskała uznanie krytyków. W październiku 2021 roku wystąpił jako Giasone w operze Antonio Bioniego „Issipile”. Całość realizowana była przez stowarzyszenie Ars Augusta oraz Operę na Zamku w Szczecinie. Była to prapremiera światowa, dzieło odkryte na nowo. W maju 2023 w Filharmonii Narodowej w Warszawie wykonał partię altową w "Magnificat" J.S. Bacha pod batutą Bartosza Michalowskiego. Współpracuje z Opera Krakowska przy produkcji operetki K. Szymanowskiego "Loteria na mężów czyli narzeczony nr 69". Od listopada 2023 wykonuje partię kontratenorową we współczesnym balecie A. Maskatsa "Niebezpieczne związki" w Operze Nova w Bydgoszczy. Wykonał także partię Crisostomo Colonny oraz Przedstawiciela Sejmu w premierze opery "Bona Sforza" Zygmunta Krauzego w Operze Krakowskiej w 2024 roku.

## Kameralistyka
Wykonuje również liczne pieśni, głównie inspirowane melodiami ludowymi: angielskimi, szkockimi czy irlandzkimi. Dzięki stałej współpracy z Witosławą Frankowską, kameralistką i etnomuzykologiem wykładającym na Akademii Muzycznej w Gdańsku, wykonuje także muzykę kaszubską.
Pomysłodawca i współtwórca projektu Next to Nothing zajmującego się muzyką minimalistyczną. Od 2025 roku tworzy duet z Igorem Torbickim w ramach projektu pod nazwą The Minimal Project.